# Lutz-Dietrich Leder

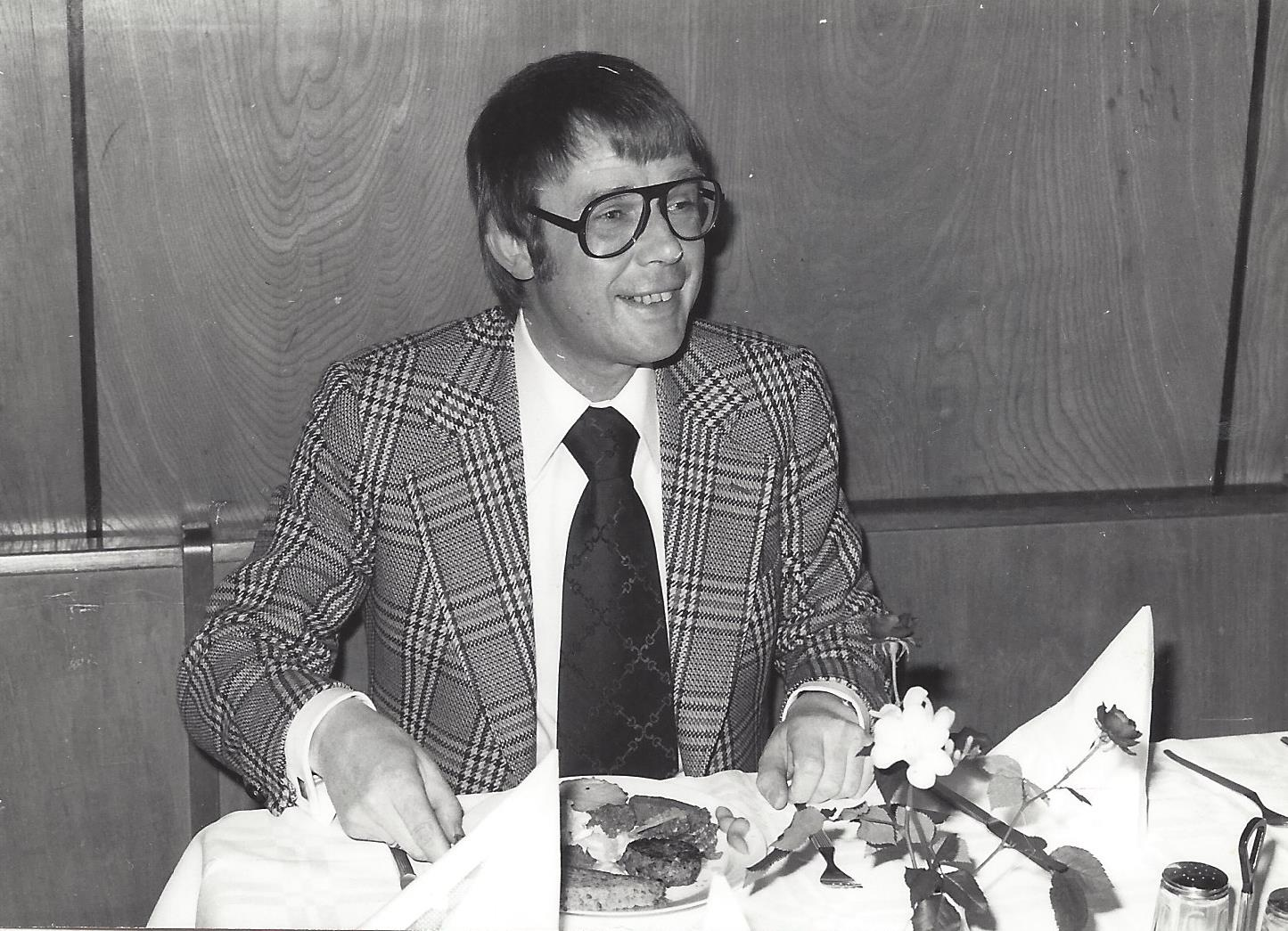
Lutz-Dietrich Leder (1976)

Lutz-Dietrich Leder (* 12. Februar 1933 in Nordhausen; † 5. Juni 2013 in Essen) war ein deutscher Pathologe und Hochschullehrer.

## Leben
Leders Vater war ein promovierter Volkswirt. Wegen seiner vielen Versetzungen besuchte Leder in der Zeit von 1939 bis 1943 Volksschulen in Weißenfels, Stargard in Pommern und Weimar. Nach zwei Jahren auf dem Wilhelm-Ernst-Gymnasium Weimar floh Leders Familie vor der Roten Armee nach Helmstedt. Dort machte Leder 1954 das Abitur. Da der Vater inzwischen am Statistischen Bundesamt tätig war, ging die Familie nach Wiesbaden. Dort und in Frankfurt am Main begeisterte Leder sich für den American Way of Life mit Entertainment und Jazzmusik. Als begabter Gitarren- und Klavierspieler hätte Leder Unterhaltungskünstler werden können; er entschied sich aber für das „disziplinierende Medizinstudium“, das er 1954 an der Johann Wolfgang Goethe-Universität Frankfurt am Main begann. Mit einer Doktorarbeit bei Karl Lennert wurde er 1960 zum Dr. med. promoviert.
Er folgte Lennert an das Universitätsklinikum Heidelberg (1960) und das Universitätsklinikum Kiel (1963). In Kiel widmete er sich der Hämatopathologie, insbesondere der enzyhistochemischen Diagnostik von Leukämien. Hinzu kam die Lymphknotendiagnostik im Rahmen des 1965 gegründeten Lymphknotenregisters Kiel. 1967 habilitierte er sich in Kiel über den Monozyten. Bereits 1964 hatte er die grundlegende Entdeckung veröffentlicht, dass die Naphthol-ASD-Chloracetatesterasereaktion am Formalin-fixierten Paraffin-eingebetteten Gewebe neutrophile myeloische Zellen und Gewebsmastzellen nachweisen kann. In den USA wurde dafür die Bezeichnung Leder stain gebräuchlich. Diagnostisch und wissenschaftlich engagierte Leder sich auch in der Breite der Pathologie. Keinesfalls wollte er in der Fachwelt als „Monozyten-Leder“ abgestempelt werden. Ein Steckenpferd waren die Knochentumoren. Er stand bald in internationalem Ansehen und erhielt in Berufungsverfahren vordere Listenplätze. Henry Rappaport (1913–2003), in den Vereinigten Staaten der führende Hämatopathologe, sah in Leder die „am stärksten profilierte Persönlichkeit unter den deutschen Pathologen, die bisher nicht in leitender Position sind“. Lennert bewunderte Leders „wasserklaren Verstand“.
Als das „Universitätsklinikum der Gesamthochschule Essen“ mit dem Hämatologen Günter Brittinger das Westdeutsche Tumorzentrum plante, berief man Leder zum 1. Oktober 1975 auf den Lehrstuhl für Pathologie. Er war der erste von sechs Lennert-Schülern auf auswärtigen Lehrstühlen. Zwar war das Institut (mit der Neuropathologie und der Rechtsmedizin) in einem funktionalen Neubau untergebracht; aber für Leder gerieten die Arbeitsbedingungen bald zur Enttäuschung.  Von 18 Arztstellen entfielen 6, der Laboretat wurde stark gekürzt. Für 240 Studenten pro Semester standen nur 80 Plätze zur Verfügung, so dass alle Kurse dreimal gehalten werden mussten. Sogar für die Fallkonferenzen fehlten Mittel. Gearbeitet wurde oft bis Mitternacht. In seiner bedingungslosen Wahrhaftigkeit nahm Leder weder auf sich noch auf andere Rücksicht. So zerpflückte er 1979 auf einer Tagung in Essen die Kiel-Klassifikation der Non-Hodgkin-Lymphome – in Gegenwart seines Lehrers Lennert ein veritabler Vatermord. Die Aufnahme in die Deutsche Akademie der Naturforscher Leopoldina lehnte er ab – weil sie ihm „auf DDR-Papier“ geschrieben hatte.
1979/80 war er Dekan. Juristisch erfolgreich engagierte er sich für das Nebentätigkeitsrecht der Ärzte. Über viele Jahre entwarf er die pathologischen Fragen für das Institut für medizinische und pharmazeutische Prüfungsfragen. „Jerry Lewis“ – wie ihn seine Studenten treffend nannten – brachte ein gutes Dutzend Dissertationen und fünf Habilitationen zum Abschluss. Zu seinen Schülern gehört der Braunschweiger Pathologe und Kunsthistoriker Konrad Donhuijsen. Als nichtmorphologische Methoden wie die Polymerase-Kettenreaktion aufkamen und die „Flut belangloser Publikationen“ anschwoll, reduzierte Leder seine wissenschaftliche Tätigkeit. „Die zunehmende Standardisierung der Diagnostik und der wachsende Einfluss von Leitlinien wurden von ihm als Einschränkung der diagnostischen Kunst empfunden. Die starke Aufsplitterung der Diagnosegruppen – katalysiert durch neue Techniken – lief seiner Forderung nach einer tumorbiologisch orientierten  Diagnostik entgegen, die heute als therapierelevante individualisierte Tumordiagnostik en vogue ist. So widmete er sich zunehmend privaten Interessen wie der Ornithologie, der Musik, seinen Favoriten Goethe und Schopenhauer und nicht zuletzt seiner zweiten Frau, einer MTA aus seinem Institut. Als Emeritus (seit Februar 1998) unterrichtete er mit großer Begeisterung Kinder aus der Nachbarschaft.“ Ein treffendes Bild von Leders Persönlichkeit vermittelt die Traueranzeige seiner Mitarbeiter in der Frankfurter Allgemeinen Zeitung vom 13. Juni 2013:

„Seine Liebe galt der Natur in ihrer vielfältigen Gestalt. So schulte er unseren morphologischen Blick. Er verstand es meisterlich, die Variabilität des normalen und des pathologischen menschlichen Gewebes zu ordnen und einzuordnen, ohne je die Begrenztheit dieses Tuns zu vergessen. Die Klarheit seines Denkens und seiner Sprache hat uns alle geprägt. Lange bevor flache Hierarchien und Umgang auf Augenhöhe Schlagworte einer modernen Führungskultur wurden, hat er uns diese Kultur vorgelebt.“